# Coming Home (singel Diddy – Dirty Money)
Coming Home – debiutancki singel formacji Diddy – Dirty Money stworzonego z inicjatywy rapera P. Diddy’ego, Dawn Richard oraz Kalenny Harper pochodzący z ich pierwszej płyty – Last Train To Paris.
Dodatkowo do utworu gościnnie dograła się Skylar Grey, która również dograła się do utworu I Need a Doctor autorstwa Eminema oraz Dr. Dre. Utwór nagrywano w październiku 2010 roku w wytwórni Bad Boy Records.
Po ukazaniu się do stacji radiowych na całym świecie, utwór odniósł komercyjny sukces. Utwór największy sukces odniósł w USA, Polsce, Wielkiej Brytanii, RPA, Japonii, Niemczech oraz w Rosji. Do utworu nagrano teledysk, który nagrywano w studiu filmowym w Los Angeles w dniach 4 listopada-8 listopada 2010. Teledysk przedstawia rapera, który błądzi helikopterem po pustyni. Piosenkarki – Kalenna Harper oraz Dawn Richard również przemierzają pustynię w poszukiwaniu helikoptera rapera. Mimo że do utworu dograła się Skylar Grey, to nie pojawiła się w teledysku z powodów osobistych. Teledysk miał premierę 30 listopada 2010 roku na kanale Vevo. W MTV w USA teledysk zadebiutował 3 grudnia 2010. W polskiej VIVIE premiera teledysku miała miejsce 11 grudnia 2010 roku.